# Colette (film, 2018)
Pour les articles homonymes, voir Colette (homonymie).
Pour plus de détails, voir Fiche technique et Distribution.
Colette est un film biographique américano-britannique coécrit et réalisé par Wash Westmoreland, sorti en 2018. Il est inspiré de  la vie de la romancière française Colette.

## Synopsis
À l'aube de l'âge moderne, Colette raconte l'histoire d'une femme à qui sa voix a longtemps été refusée en faisant des efforts extraordinaires pour la récupérer. Gabrielle Sidonie Colette, une jeune femme d'un village de campagne, épouse un Parisien charismatique et dominant, son aîné de quatorze ans, connu sous le seul nom de « Willy ».
Sous ses auspices, elle est initiée au Paris bohème où son appétit créatif est déclenché. Toujours prêt à capitaliser sur le talent, Willy convainc sa femme d'écrire des romans – à paraître sous son nom. Le succès phénoménal de sa série « Claudine » fait de Willy un écrivain connu et « Colette et Willy » le premier couple de célébrités modernes.
Au fil du temps, le manque de reconnaissance pour son travail contrecarre Colette, et une liaison avec la Marquise de Belbeuf, qui défie le genre, l'incite à se libérer, mais Willy est déterminé à maintenir sa mainmise sur elle, à tout prix.

## Fiche technique
- Titre original et français : Colette
- Réalisation : Wash Westmoreland
- Scénario : Richard Glatzer, Rebecca Lenkiewicz et Wash Westmoreland, d’après l’histoire de Richard Glatzer
- Direction artistique : Michael Carlin
- Décors : Renátó Cseh, Hedvig Kiraly, Katrina Mackay, Katja Soltes et Stephanie Odu
- Costumes : Andrea Flesch
- Photographie : Giles Nuttgens (en)
- Montage : Lucia Zucchetti
- Musique : Thomas Adès
- Production : Elizabeth Karlsen, Pamela Koffler, Michel Litvak et Christine Vachon
- Sociétés de production : Number 9 Films, Killer Films et Bold Films
- Sociétés de distribution : Bleecker Street, 30West et Lionsgate
- Pays d'origine :  Royaume-Uni /  États-Unis /  Hongrie
- Langue originale : anglais
- Format : couleur
- Genre : biographie
- Durée : 111 minutes
- Dates de sortie : 
  - États-Unis : 20 septembre 2018 (Festival du film de Sundance) ; 21 septembre 2018 (sortie nationale)
  - Royaume-Uni : 11 janvier 2019
  - Belgique, France : 16 janvier 2019

## Distribution
- Keira Knightley (VF : Sybille Tureau ; VQ : Mélanie Laberge) : Colette
- Dominic West (VF : Bernard Lanneau ; VQ : Gilbert Lachance) : Henry Gauthier-Villars, dit Willy, le mari de Colette
- Eleanor Tomlinson (VF : Adeline Moreau ; VQ : Kim Jalabert) : Georgie Raoul-Duval
- Aiysha Hart : Polaire
- Fiona Shaw (VF : Josiane Pinson ; VQ : Élise Bertrand) : Sido, la mère de Colette
- Denise Gough (VF : Eléonore Arnaud ; VQ : Éveline Gélinas) : Mathilde de Morny
- Al Weaver : (VF : Anatole de Bodinat) : Schwob
- Ray Panthaki : (VF : Raphaël Anciaux) : Veber
- Robert Pugh : Jules
- Rebecca Root : Rachilde
- Jake Graf (VF : Brice Ournac) : Gaston Arman de Caillavet
- Arabella Weir : Jeanne Arman de Cavaillet
- Julian Wadham (VF : Serge Biavan ; VQ : Alain Zouvi) : Ollendorff
- Dorcas Coppin : Claudine jeune
- Dickie Beau : Georges Wague
- Johnny K. Palmer : Paul Héon

## Production
En février 2016, il a été annoncé pour la première fois que Colette serait dirigé par Wash Westmoreland, qui a coécrit le scénario avec son collaborateur de Still Alice, Richard Glatzer. Le film réunit l'équipe de production de Carol (film), Number 9 Films et Killer Films. Bold Films finance et coproduit le titre, marquant ainsi une première pour l'entreprise au Royaume-Uni. Le même jour, Deadline annonce que Keira Knightley joue le rôle de Colette.
Le 15 mai 2017, on apprend que Dominic West doit rejoindre la distribution comme premier mari de Colette. Le 23 mai, Deadline annonce que Denise Gough, Fiona Shaw, Robert Pugh et Rebecca Root ont rejoint l’actrice et West dans le film, puis, un mois plus tard, qu'Eleanor Tomlinson et Aiysha Hart avaient fait de même. 
Gary Michael Walters annonce que la production commence à tourner à l'été 2017. Le 26 mai 2017, l'équipe du film a été aperçue dans une ferme. Knightley a été repérée dans les rues de Budapest, en Hongrie, lors de son jour de tournage là.

## Accueil

### Festival et sorties
Le film est sélectionné et projeté au festival du film de Sundance le 20 septembre 2018, avant sa sortie nationale le 21 septembre 2018 aux États-Unis. Il sort le 11 janvier 2019 au Royaume-Uni, et le 16 janvier 2019 en Belgique et en France.

### Critiques
Le film est généralement salué par la critique lors de sa présentation au festival de Sundance. Mais il est accueilli plus fraîchement par la presse française mi-janvier 2019, comme le résume une revue de cette presse par Le Figaro : « Rien ne pétille dans ce Colette académique », pour Véronique Cauhapé du Monde, relève-t-il ; « Ce biopic reste un exercice scolaire, quasi documentaire », pour François Forestier dans L'Obs, complétant par « C'est un film propre, sans âme » ; Julie Loncin des Fiches du cinéma, déplore une « mise en images singulièrement lisse et convenue, pour une artiste qui était loin de l'être ». Pour Thierry Chèze dans Première, ce film « n'avait pas forcément vocation à sortir en France ». Mais il y apprécie la prestation de Keira Knightley. « Elle fait une Colette bien plus convaincante en femme de lettres espiègle qu'en jeune fille de la campagne à l'accent bourguignon », pense toutefois Camille Nevers, critique de Libération. Pour Marie-Noëlle Tranchant du Figaro, c'est un biopic un peu anecdotique, mais qui réussit toutefois à évoquer la condition féminine et les conventions sociétales au début du XXe siècle en France.